# Pobegi
Pobegi – wieś w Słowenii, w gminie miejskiej Koper. 1 stycznia 2018 liczyła 1254 mieszkańców.